# Quadrula refulgens
Quadrula refulgens е вид мида от семейство Unionidae. Видът е почти застрашен от изчезване.

## Разпространение и местообитание
Разпространен е в САЩ.
Обитава сладководни басейни и реки.